# U.S. Route 36 (Illinois)
La U.S. Route 36 o Ruta Federal 36 (abreviada US 36) es una autopista federal ubicada en el estado de Illinois. La autopista inicia en el oeste desde la US 36  , I 72  hacia el este en la US 36 . La autopista tiene una longitud de 348,4 km (216.47 mi).

## Mantenimiento
Al igual que las carreteras estatales, las carreteras interestatales, y el resto de rutas federales, la U.S. Route 36 es administrada y mantenida por el Departamento de Transporte de Illinois por sus siglas en inglés IDOT.

## Cruces
La U.S. Route 36 es atravesada principalmente por la  I 172  I 55  I 72  I 57 .